# Ballophilidae
Ballophilidae (лат.) — семейство губоногих многоножек из отряда геофилы. Около 30 видов из 12 родов. Африка (включая Кению), Мадагаскар, Центральная и Южная Америка (включая Мексику), Фиджи, Новая Каледония, Австралия (1 вид), Юго-Восточная Азия (включая Филиппины). Обычно не превышают в длину 30 мм, имеют до 83 сегментов тела. Окраска разнообразная: жёлтая, чёрная, коричневая, фиолетовая. Близки к семейству Schendylidae.
Известны термитофильные виды, например Ballophilus foresti Demange, 1963 был найден в покинутом термитнике Macrotermes bellicosus (в Mont Nimba Гвинея, Африка), а вид Taeniolinum integer (Chamberlin, 1926) в гнезде термитов Anoplotermes gracilis Snyder (Панама, Южная Америка).
- Ballophilus Cook, 1896
  - Ballophilus australiae
  - Ballophilus hounselli
  - Ballophilus riveroi Chamberlin, 1950
- Caritohallex Crabill, 1960
  - Caritohallex minirrhopus Crabill, 1960
- Другие роды: Ballophilus — Caritohallex — Cerethmus — Clavophilus — Cyclorya — Diplethmus — Ityphilus — Koinethmus — Leptyniphilus — Leptynophilus — Leucolinum — Prionothalthybius — Schendylotyn — Taeniolinum — Tanophilus — Thalthybius — Zygethmus